# Ake-kaze
「ake-kaze」（あけかぜ）は、2003年1月22日に発売された林明日香の1枚目のシングル。発売元は東芝EMI。

## 解説
台湾においてもデビューする。当時中学1年生の13歳とは思えない力強いボーカルと歌唱力で注目を集め、発売されてから、8週連続オリコンTOP30入りのロングヒットを記録した。
「ake-kaze」は、松下電器産業（現 パナソニック）IHジャー炊飯器「強火の銅釜」のCMソング。
PVで林明日香が歌うバックの絵や、林明日香本人の顔や腕に描かれているデザインは、踊絵師の神田サオリが担当している。
2004年3月、本作にて、第18回日本ゴールドディスク大賞のニュー・アーティスト・オブ・ザ・イヤーを受賞した。

## 収録曲
1. ake-kaze
  - 作詞：鈴木健士／作曲・編曲：山移高寛
2. つゆくさ
  - 作詞：鈴木健士／作曲・編曲：山移高寛
3. ake-kaze （Instrumental）